# 490 př. n. l.

## Události
- 12. září – bitva u Marathónu, athénské vojsko posílené jednotkami Platajských porazilo perskou expediční armádu v čele s Dátidem

## Hlava státu
- Perská říše – Dareios I. (522 – 486 př. n. l.)
- Egypt – Dareios I. (522 – 486 př. n. l.)
- Sparta – Kleomenés I. (520 – 490 př. n. l.) » Leónidás I. (490 – 480 př. n. l.) a Leótychidás II. (491 – 469 př. n. l.)
- Athény – Hybrilides (491 – 490 př. n. l.) » Phaenippus (490 – 489 př. n. l.)
- Makedonie – Alexandr I. (498 – 454 př. n. l.)
- Římská republika – konzulé Q. Sulpicius Camerinus Cornutus a Sp. Larcius Flavus (490 př. n. l.)
- Syrakusy – Gelo (491 – 478 př. n. l.)
- Kartágo – Hamilcar I. (510 – 480 př. n. l.)